# Mycteromyia hirtipalpis
Mycteromyia hirtipalpis är en tvåvingeart som först beskrevs av Jacques-Marie-Frangile Bigot 1892.  Mycteromyia hirtipalpis ingår i släktet Mycteromyia och familjen bromsar. Inga underarter finns listade i Catalogue of Life.